# Schmitt Pál plágiumügye

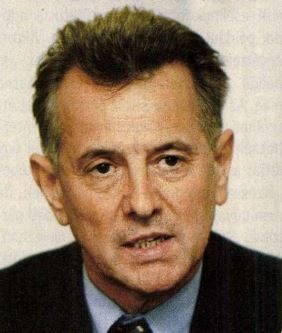
Schmitt Pál Griechisch Tamás felvételén

Schmitt Pál plágiumügye akkor robbant ki, amikor a HVG című közéleti magazin 2012. január 11-én nyilvánosságra hozta, hogy Schmitt Pál – aki ekkor Magyarország hivatalban lévő köztársasági elnöke volt – 1992-es doktori disszertációja túlnyomórészt más szerzők műveinek szinte szó szerinti fordítása. Az ügyet egy magánszemélynek, a HVG egyik kommentelőjének nyomozása indította el, amikor Schmitt diplomamunkájáról olvasott egy interjúkötetben azután, hogy a német védelmi miniszter, Karl-Theodor zu Guttenberg 2011-ben plágiumbotrányba keveredett. Hosszas nyomozás során kiderült, hogy Schmitt dolgozata szinte teljes egészében Nikolaj Georgiev, Klaus Heinemann, Anita L. Defrantz és Nadezsda Lekarszka kutatók munkáinak szó szerinti másolásával, illetve helyenként átfogalmazásával készült.
A plágium gyanúját a kormányzó Fidesz párt – amelynek támogatásával lett Schmitt köztársasági elnök – kezdetben nem kívánta kommentálni, valamint visszautasította, akárcsak a köztársasági elnök hivatala. Január 13-án Tóth Miklós, a Semmelweis Egyetem (SOTE) Testnevelési és Sporttudományi Karának dékánja úgy nyilatkozott, hogy nincs ok azt feltételezni, hogy nem kellően megalapozott döntést hozott az a bizottság, amely húsz évvel ezelőtt elbírálta Schmitt Pál doktori disszertációját. Január 16-án azonban hét professzor is petíciót nyújtott be a Semmelweis Egyetem rektorának, hogy indítson vizsgálatot a plágiumgyanú kivizsgálásáért. Schmitt Pál január 18-án adott interjút először az ügy kipattanása óta, amikor a Magyar Rádió 180 perc című műsorának nyilatkozott; itt elmondta, hogy az eredeti szerzők nevét feltüntette a dolgozat irodalomjegyzékében és hogy szerinte az akkori szabályoknak megfelelt a dolgozata, így nem állhat meg a plágium vádja. Ugyanezen a napon a SOTE rektora, Tulassay Tivadar kezdeményezte a vizsgálóbizottság létrehozását. A vizsgálóbizottság január 25-én állt fel, és két hónappal későbbre ígérte a vizsgálat eredményeinek bemutatását.
A bizottság végül 2012. március 27-én hozta nyilvánosságra vizsgálatának háromoldalas összefoglalóját, ebben a jelentésében a plágium szó használatát elkerülte, és Schmittet nem marasztalta el, de úgy fogalmazott, hogy a disszertáció „nagy terjedelmű szövegazonos fordításon alapul”, valamint az akkori vizsgáztató intézmény felelősségeként állapította meg, hogy nem hívta fel egyértelműen a vizsgázó figyelmét a plágium tilalmára. A vizsgálóbizottság egyetlen civil tagja, Fluck Ákos ügyvéd ugyanekkor különvéleményt fogalmazott meg, melyet egy nappal később, március 28-án hozott nyilvánosságra, ebben a bizottság jelentésével ellentétben az egykori vizsgázó felelősségét firtatva arra a következtetésre jutott, hogy a dolgozat nem felel meg a doktori fokozat megszerzésének feltételeinek, valamint, hogy a dolgozat terjedelmes része valóban Nikolaj Georgiev és Klaus Heinemann műveiből származik, ezért meg kell vizsgálni a doktori cím visszavonásának lehetőségét.
Ezt követően egy nappal, március 29-én a Semmelweis Egyetem doktori tanácsának nagy többsége olyan döntést hozott, hogy kezdeményezik a doktori cím visszavonását, amellyel az egyetem szenátusa még aznap délután szintén elsöprő többséggel megfosztotta Schmitt Pált a doktori címétől. Az aznap külföldön tartózkodó és késő este hazaérkező Schmitt másnap, március 30-án interjút adott a közmédiának, március 31-én pedig a Magyar Rádiónak – ez utóbbit április 1-jén sugározták –, aki mindkét interjúban sérelmezte és igazságtalannak érezte a doktori címe visszavonását, de elmondta, hogy nem kíván lemondani, és hogy egy új PhD megszerzését tűzi ki célul. Ezután az ellenzéki pártok és az egyetemi hallgatókat tömörítő szervezetek nemtetszésüket kifejezve tiltakozásba és tüntetésbe kezdtek, követelve Schmitt államfői lemondását.
Az események hatására Schmitt Pál április 2-án az Országgyűlésben, napirend előtti felszólalásában jelentette be lemondását a köztársasági elnöki tisztségről. Ezt az Országgyűlés elfogadta, így a harmadik magyar köztársaság történetében Schmitt Pál lett az első köztársasági elnök, aki hivataláról lemondott.

## Előzmények

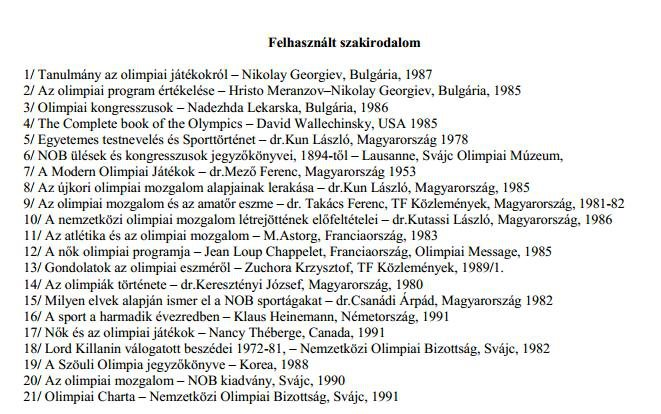
Schmitt Pál Az újkori olimpiai játékok programjának elemzése címmel beadott doktori disszertációjában felhasznált szakirodalom melléklet fénymásolata

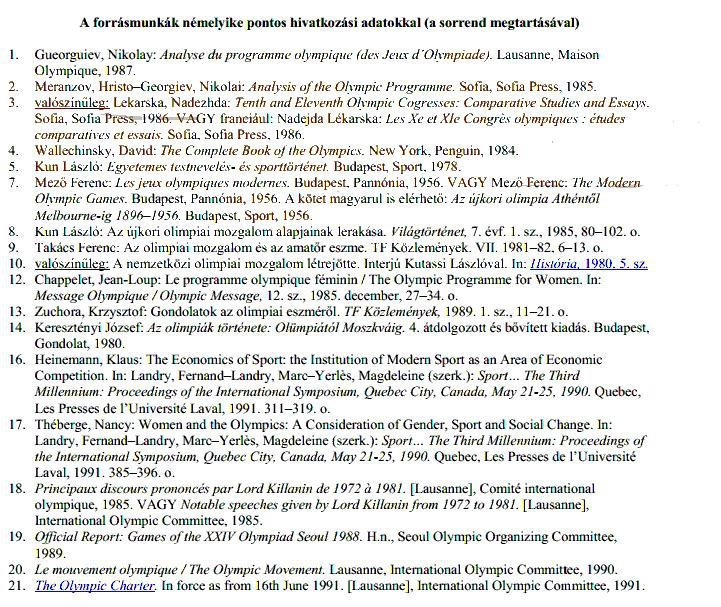
Schmitt Pál Az újkori olimpiai játékok programjának elemzése címmel beadott doktori disszertációjában feltüntetett forrásmunkák jegyzékének fénymásolata

Schmitt Pál kétszeres olimpiai bajnok párbajtőrvívó, sportdiplomata, diplomata, közgazdász, 1992-ben a Magyar Olimpiai Bizottság (MOB) elnöke, a Nemzetközi Olimpiai Bizottság (NOB) végrehajtó bizottságának tagja volt, és az akkor még önálló Magyar Testnevelési Egyetemen (régi nevén Testnevelési Főiskola, röviden: TF) – saját elmondása szerint az édesanyjának tett ígérete miatt – jelentkezett egyetemi doktori (doctor universitatis) cím megszerzésére. Ez volt az utolsó év, amikor ezt a tudományos fokozatot megszerezhette, 1993 óta ugyanis csak a PhD (philosophiæ doctor) fokozat létezik.
Témavezetők (konzulensek):
- Kutassi László egyetemi tanár. Az eredeti témavezető jelentős mennyiségű feldolgozandó szakirodalmat írt elő, így Schmitt Pál új témavezetőt keresett.[2]
- Takács Ferenc[3] testnevelő tanár, filozófus-esztéta. 1992-ben a Magyar Testnevelési Egyetem Társadalomtudományi Tanszékének vezetője, 1985 óta a Magyar Olimpiai Akadémia (MOA) tagja volt. (Schmitt 1985 és 1990 között a MOA Tanácsának elnöke volt.)

Schmitt Pál Az újkori olimpiai játékok programjának elemzése című, 215 számozott oldalból álló, a táblázatokkal és a diagramokkal együtt összesen 225 oldalas dolgozatát alig egy hónappal a jelentkezés után adta be.
A disszertáció bírálói (opponensek):
- Kertész István ókortörténész. 1992-ben az ELTE bölcsészkarán tanított, a Testnevelési Egyetemről Istvánfi Csaba rektor kérte fel, hogy legyen Schmitt dolgozatának opponense. A védés után, 1992-ben lett a MOA Tanácsának tagja.
- Takács Ferenc (a témavezető).

Kertész István nem készített előbírálatot, csak egy hétoldalas végleges bírálatot, amelyben öt oldalon sorolta a dolgozat hiányosságait, végezetül mégis azt írta, hogy „a jelölt dolgozata megfelel az egyetemi doktori értekezésekkel szemben támasztott tartalmi és formai követelményeknek”. Ezt azért tette, mert abban az időben az ELTE tanára volt, Takács Ferenc pedig előzetesen arról tájékoztatta, hogy a dolgozat formailag megfelel a testnevelési egyetem saját követelményeinek.
Takács Ferenc előopponensi véleményt is készített a disszertációhoz, amely azonban kritikus megállapítást nem tartalmazott. A disszertáció végül summa cum laude minősítést kapott mindkét bírálótól.
A szóbeli vizsga ötfős bizottsága:
- Tihanyi József, a Testnevelési Egyetem tudományos rektorhelyettese (a bizottság elnöke),
- Istvánfi Csaba, a Testnevelési Egyetem rektora 1984–1994 között, 1992-ben a MOB tagja,
- Nyerges Mihály egyetemi docens, 1992-ben a MOB tagja, 2001–2011 között a Semmelweis Egyetem Testnevelési és Sporttudományi Karának dékánja,
- Kertész István bíráló, ókortörténész, sporttörténész egyetemi tanár, a hellenizmus és az ókori olümpiai játékok kutatója,
- Takács Ferenc bíráló/témavezető, 1986–2003 között a Magyar Testnevelési Egyetem Társadalomtudományi Tanszékének vezetője.

A három órán át tartó szóbeli védésen jelen volt még Kutassi László sporttörténész, sportvezető, a Testnevelési Egyetem tanára, korábbi témavezető is.
A szóbelin három témából – sportszervezésből, sporttörténetből és filozófiából – kellett beszámolnia a későbbi köztársasági elnöknek. Itt dicsérettel megfelelt, és az egyetemi doktori címet végül summa cum laude minősítéssel megkapta.
Időközben napvilágra került, hogy 1988 szeptemberében olyan cikk jelent meg az Állami Ifjúsági és Sporthivatal Labdarúgás című lapjában, amely múlt időben, mintegy kész munkaként említi a kisdoktori disszertációt. Nem tudni, hogy ez azonos-e a később beadott tudományos művel.

## A botrány kirobbanása
2011 februárjában Karl-Theodor zu Guttenberg német védelmi miniszterről kiderült, hogy 2007-es doktori disszertációjában számos forrásmegjelölés nélkül átvett szövegrész szerepel. Néhány hónappal korábban Schmitt Pál egy interjúkötetben filozófiatörténetből szerzett kisdoktori fokozatának megszerzéséről beszélt. A téma felkeltette a hvg.hu egyik meg nem nevezett kommentelőjének az érdeklődését, aki megkereste a disszertáció egyetlen hozzáférhető példányát a Semmelweis Egyetem könyvtárában. (Az egyetemi integráció miatt 2000 januárjától a TF a Semmelweis Egyetem Testnevelési és Sporttudományi Karaként működött tovább.) A szöveg furcsa nyelvezete alapján felmerült benne, hogy az fordítás lehet, ezért utánajárt a forrásoknak is, még Lausanne-ba is elutazott.
Gavra Gábor, a HVG hetilap főszerkesztője a magyar ATV televízió csatorna Egyenes beszéd című műsorában beszámolt arról, hogy a cikk kisebb megszakításokkal kilenc hónapig készült. Végül a HVG.hu 2012. január 11-én számolt be arról, hogy Schmitt Pál köztársasági elnök 1992-ben készült egyetemi doktori disszertációja jelentős részben (a 215-ből mintegy 180 oldal) megegyezik Nikolaj Georgiev bolgár sporttörténész 1987-ben francia nyelven megjelent tanulmányának (Analyse du programme olympique) szövegével.
A szövegegyezéseken túl az is említésre méltó, hogy a magyar változat több helyen nem létező sportágakra hivatkozik (például „200 méteres férfi és női úszás”), ami nyilvánvaló fordítási hiba (a francia eredetiben helyesen szerepel), ám valószínűtlen, hogy a többszörös olimpikon, évtizedes sportvezetői tapasztalatú Schmitt ne tudta volna, hogy ilyen sport nem is létezik. Ebből többen következtettek arra, hogy Schmitt nemcsak nem saját maga írta a disszertáció ezen részét, hanem azt mással fordíttatta, és a fordítást még csak nem is ellenőrizte, mielőtt leadta volna.
A botrány kirobbanása után jelentős érdeklődés mutatkozott az újságírók részéről Schmitt dolgozata iránt, de kiderült, hogy „a szerzői jogról szóló 1999. évi LXXVI. Törvény értelmében fénykép és videófelvétel, elektronikus rögzítés a doktori értekezések belső tartalmáról felismerhetően, olvashatóan nem készíthető”, vagyis a dolgozatot csak helyben, a SOTE egyetemi könyvtárának olvasótermében lehetett olvasni és tanulmányozni, ahol jegyzetelni is lehetett belőle. Más módon a szerzői jogi törvény szerint csak maga a szerző sokszorosíthatja a művét, illetve csak ő adhat engedélyt erre, ami az adathordozókon történő bemutatást is jelenti. Mivel Schmitt Pál részéről nem érkezett ilyen engedély, a sajtóban csak a dolgozat borítóját és üres lapjait, valamint a felismerhetetlen szöveget jelentethették meg. Kiderült az is, hogy maga a dolgozat és a bírálatai hemzsegnek a helyesírási hibáktól is. Ezzel egy időben az ügy hamar felkeltette a külföldi sajtó figyelmét is.
A Köztársasági Elnöki Hivatal a plágium vádját visszautasította, ám az állításokat nem cáfolta. Később a szövegegyezéseket azzal magyarázta a Hivatal, hogy Schmitt Pál és Nikolaj Georgiev baráti kapcsolatban álltak egymással, és egyazon forrás alapján, együtt írták meg dolgozatukat. A közlemény szerint „A két munka legfontosabb alapforrásai a NOB-ülések jegyzőkönyvei, valamint a NOB Végrehajtó Bizottságának jegyzőkönyvei, illetve a vizsgált olimpiák záródokumentumai”. Malina Georgieva, a 2005-ben elhunyt Nikolaj Georgiev lánya az ügyet kirobbantó HVG-nek úgy nyilatkozott, hogy ha apja szerzőtársként dolgozott volna együtt Schmitt-tel, akkor azt feltüntette volna tanulmányában. Ahogy mondta, nem kíván jogi eljárást kezdeményezni, mert véleménye szerint – mivel a tanulmány elkészítését a Nemzetközi Olimpiai Bizottság Olimpiai Múzeuma finanszírozta – a szerzői jogok a bizottságot illetik meg. 2012. január 14-én Malina Georgieva a Magyar Hírlapnak azt nyilatkozta, hogy édesapja és Schmitt Pál között a Nemzetközi Olimpiai Bizottságban alakult ki az ismeretség, ahol Georgiev alkalmazott volt, Schmitt Pál pedig tagja volt a szervezetnek. A rendelkezésre álló források szerint Georgiev könyve mintegy tíz évvel Schmitt Pál dolgozata előtt már elérhető volt a NOB könyvtárában.
A NOB január 13-án kiadott közleményében erről nem tett említést, viszont hivatalosan tudomásul vette a tényállítást.
Angol nyelvű közleményében a NOB így fogalmazott: „tudomásul vesszük, hogy Schmitt Pál határozottan visszautasította az őt ért plágiumvádakat, és azt is, hogy a munkáját értékelő egyetemi szakértők támogatásukról biztosították”. A kormány az esettel kapcsolatban közvetlenül az ügy kirobbanása után nem foglalt állást. A kormánytagok nem kívántak nyilatkozni arra a kérdésre, hogy le kell-e mondania Schmitt Pálnak, ha ténylegesen beigazolódik a csalássorozat. Szijjártó Péter, a miniszterelnök szóvivője úgy reagált a vádakra, hogy „egy ilyen méltatlan bulvárkacsával nem kívánunk foglalkozni.” Egyedül Pokorni Zoltán vállalta azt a véleményt, hogy ha beigazolódik a plagizálás, akkor az államfőnek le kellene mondania.

### Schmitt Pál védekezése
Schmitt Pál 2012. január 18-án a Kossuth Rádió 180 perc című műsorában visszautasította a plágiumvádat:
…egyetlenegy szakirodalmat nem mulasztottam el feltüntetni a dolgozatom végén, az úgynevezett bibliográfiában… a kisdoktori disszertáció akkor formailag megengedte, hogy a dolgozat csak egy helyen, a munka végén sorolja fel a szerző forrásait, azokra az akkori szabályok szerint nem kellett minden egyes pontnál utalnia, ezért nincs sem szél-, sem lábjegyzet az értekezésben, így a plágiumvád nem is állhat meg.
Az Origo azonban kiderítette, hogy az abban az évben a TF-en beadott doktori disszertációk közül egyedül Schmitt dolgozatában nem voltak megtalálhatóak a pontos hivatkozások, sem láb- vagy végjegyzetek, sem szövegközi hivatkozás formájában. Ezeket a Schmitt-tel egy időben doktorálók sem lábjegyzetek és végjegyzetek formájában készítették el, viszont minden megvizsgált disszertációban pontos hivatkozások voltak a folyószövegben, ami a tudományos munka alapvető feltétele. Abban az időben, amikor nem szövegszerkesztővel, hanem írógéppel készítették a dolgozatokat, ez volt a legnépszerűbb és legegyszerűbb hivatkozási forma. Az államfő arról is beszélt a rádióinterjúban, hogy a szabályosan átvett, kötelező hivatkozásokat, adatokat tartalmazó ún. „törzsanyag” mellett van a dolgozatban 30–35 oldal következtetés is, ami saját munka. Ennek később az ellenkezője bizonyosodott be: ezek egy másik forrásműből, Klaus Heinemann tanulmányából származtak. A 225 oldalas dolgozatban legalább 213 oldalnyi szabálytalanul felhasznált, bár a bibliográfiában jelzett műből származó szöveg forrását sikerült azonosítani. Radnóti Sándor filozófus, egyetemi tanár úgy nyilatkozott, hogy Schmitt esetleg valóban úgy hihette, hogy a kérdéses 35 oldal nem másolt, hiszen ha vásárolta valakitől ezt a dolgozatot, nem sejthette, hogy aki megírta, plagizált.
Ugyanezen a napon a Semmelweis Egyetem rektora felkérte a Testnevelési és Sporttudományi Kar dékánját, hogy hozzon létre tényfeltáró vizsgáló bizottságot Schmitt Pál kisdoktori disszertációja létrejötte körülményeinek tanulmányozására. Schmitt Pál ezt követően azt nyilatkozta, hogy készen áll a vizsgálatra, mert politikusként és államfőként szükségesnek tartja, hogy tettei átláthatóak és elszámoltathatóak legyenek. A tényfeltáró bizottság megalakulásának idején került nyilvánosságra, hogy Schmitt Pál doktori disszertációjának elbírálói között olyan egykori MOB-tagok is voltak, akik Schmitt Pál irányítása alatt dolgoztak az Olimpiai Bizottságnál.

## További fejlemények
2012. január 19-én az Index internetes újság arról tudósított, hogy Schmitt disszertációjának több bekezdése (a 34., 36., 38. és 43. oldalakon) Klaus Heinemann egy 1991-ben megjelent tanulmánya 312–316. oldalán található bekezdéseinek szó szerinti fordítása. A kérdéses mű angol nyelven jelent meg 1991-ben The Economics of Sport: The Institution of Modern Sport as an Area of Economic Competition (Gazdaság a sportban: A modern sport intézménye mint a gazdasági verseny egy területe) címmel a Sport … the third millenium (Sport … a harmadik évezred) című kanadai tanulmánykötetben. Az Indexnek küldött válaszlevelében Heinemann kijelentette, hogy korábban soha nem dolgozott Schmitt Pállal, az ügyet pedig szakmai etikai okok miatt súlyosnak ítéli meg.
A HVG 2012. március 6-án kelt cikke szerint újabb szabálytalanul felhasznált részleteket azonosítottak Schmitt Pál doktori disszertációjában. A Nemzetközi Olimpiai Bizottságnak az olimpiai mozgalomról kiadott ismeretterjesztő brosúrájából és az Olimpiai Charta szövegéből sikerült többoldalnyi átvételt azonosítani, ezzel a dolgozat újabb részeivel kapcsolatban merül fel a plágium gyanúja. Az államfő a disszertáció szövegében sehol nem hivatkozott ezekre a kiadványokra, és idézőjelekkel sem jelölte meg, hogy átvett szövegről van szó. További tíz oldalt tesznek ki azok az újonnan azonosított táblázatok és diagramok, amelyek Georgiev tanulmányából származnak, változtatás és a forrás megjelölése nélkül.
| Georgiev (1987) Heinemann (1991) | Le mouvement olympique / The Olympic Movement (1990) Olimpiai Charta (1991) | Defrantz (1991) Nem azonosított / saját munka |

Schmitt Pál disszertációjának bizonyítottan más tudományos forrásból származó részei.
Azonosított források:

Bár Schmitt Pál a disszertációja következtetéseit saját szellemi munkájaként határozza meg, ez nem felel meg a valóságnak. Állításával ellentétben a doktori disszertációban nincs 30–35 oldalnyi következtetés, az ekként azonosítható három fejezet összesen hat oldalt tesz ki. „Az olimpiai program revíziója 1972–1988 között” című rész és a „Következtetések” című fejezet szinte szó szerint megegyezik Georgiev dolgozatának „Revision du programme olympique des Jeux Olympiques de 1972 à 1988” és „Conclusion” című fejezeteivel.
2012. március 20-án az Index internetes újság egy újabb információt hozott nyilvánosságra. A cikk szerint négy évvel Schmitt Pál kisdoktori disszertációjának megvédése előtt, 1988 szeptemberében olyan írás jelent meg az Állami Ifjúsági és Sporthivatal lapjában, a Labdarúgásban, amely múlt időben említi Schmitt ledoktorálását, és a disszertáció címét is a későbbihez nagyon hasonlóan adja meg (Az olimpiai program elemzése, illetve Az újkori olimpiai játékok programjának elemzése – ez a cím megegyezik Nikolaj Georgiev és Hristo Meranzov 1985-ös munkájának címével, amelyet Schmitt Pál idézett is a disszertációjában: Analysis of the Olympic Programme). Az, hogy a dolgozatnak létezett már egy változata 1988 szeptemberében is, ellentmond annak, amit a keletkezési körülményekről Schmitt Pál korábban nyilatkozott. A bolgár szerzőpáros tanulmányának szerzői joga ugyan vitatott – mert az ügy kapcsán a NOB neve is felmerült a szerzői jog tulajdonosaként –, de bármelyikük is, ez nem befolyásolja, hogy a szerzői jog tulajdonosa rendelkezik a szövegközlés vagy a szövegátvétel engedélyezésének jogával. Sok forrás szerint Schmitt Pál mint a NOB tagja (a szervezet egyik bizottságának elnöke) jogosult lehet a tanulmány felhasználására, mert a NOB-nak leadott tanulmányok a szervezet szellemi tulajdonában állnak.
2012. január 13-án Tóth Miklós, a Semmelweis Egyetem Testnevelési és Sporttudományi Karának (TSK) dékánja még úgy foglalt állást: nincs ok azt feltételezni, hogy nem kellően megalapozott döntést hozott az a bizottság, amely húsz évvel ezelőtt elbírálta Schmitt Pál doktori disszertációját. 2012. január 16-án azonban hét PhD fokozattal rendelkező kutató petíciót nyújtott be a peticiok.com oldalon az ügy kivizsgálásáért. Tóth Miklós korábbi nyilatkozatára úgy reagáltak, hogy „…az eljárás szabályos volta nem függ össze a munka eredetiségével, ezért a plágium gyanúját csak tisztességes, alapos és mindenre kiterjedő vizsgálat – tehát a különböző szövegek gondos, szakértő összehasonlítása – után vethetjük el.”
2012. január 25-én Tóth Miklós a tiltakozás hatására bejelentette a kisdoktori disszertáció létrejöttének körülményeit feltáró bizottság megalakulását. A tagok névsorát a vizsgálat lezárultáig nem hozták nyilvánosságra. A bizottság március 28-ra, a vizsgálat kezdetétől számított két hónapra tűzte ki a szakmai jelentés elkészítését a „doktori eseményről”. Egyes szakértők nyilatkozata szerint ez az időtartam nem túlzó egy alapos vizsgálat esetén.
2012. március 7-én számos próbálkozás után a Bruxinfónak sikerült szóra bírnia magát Schmitt Pált is az üggyel kapcsolatban. Schmitt ekkor azt mondta az őt kérdező újságírónak: megfogadta, hogy az ügyről nem nyilatkozik, a kisdoktorijával kapcsolatos vizsgálat majdani eredményét pedig tudomásul veszi. Ennek ellenére a következőket nyilatkozta ugyanabban az interjúban:
Ha az ember a dolgozatában a forrásokat megjelöli, és nem deklarálja százszázalékosan a sajátjaként, akkor a plágium vádja fel sem merülhet. Egy másik nyilatkozatomban elmondtam, hogy mivel felállítottak egy vizsgálóbizottságot, én annak az eredményét tiszteletben fogom tartani. Egy államférfinak, magas rangú politikusnak meg kell méretnie magát minden pillanatban. Nyilvánosság előtt kell élnie, és be kell számolnia a korábbi és jelenlegi dolgairól. Az újabb felfedezéseket nem kívánom kommentálni, pontosan felírtam, hogy honnan származik az én anyagom, kitől vettem át. Ami fontos, hogy ez nem egy PhD volt a mostani elvárásokkal, hanem egy kisdoktori, húsz évvel ezelőtt, amely írógéppel készült.
Az Index internetes portál 2012. március 29-én újabb olyan forrásdokumentumokról adott hírt, amelyeket Schmitt Pál felhasználhatott a kisdoktori disszertációjához:
- Anita L. Defrantz a „Sport… le troisième millénaire” című válogatáskötetben megjelent tanulmánya, amelynek angol címe „Progress made, Pitfalls and Conditions for further Advancement of Women in the Olympic Movement”.
- Nadezsda Lekarszka „Women in the Olympic Games and Movement and Coubertin's views on their Participation in the Games” című, a NOB Nemzetközi Olimpiai Akadémiájának harmincadik, 1990. június 20. – július 5. között tartott kongresszusának gyűjteményes kötetében megjelent tanulmánya.

Az ügy kapcsán a magyar internetes oldalakon számos élcelődő megjegyzés jelent meg, amelyek a köztársasági elnök disszertációját tették gúny tárgyává, többek közt Schmitt Pál nevéből formáltak szóvicceket (pálgium, palizál, Plagibá, Schnitt Pál). Schmitt korábban helyesírása miatt került az élcek céltüzébe, mivel többször is rossz helyesírásnak adta tanújelét, miközben beiktatása előtt és azt követően is többször hangsúlyozta, hogy egyik legfontosabb feladatának tartja a magyar nyelv védelmét.

## A Semmelweis Egyetem tényfeltáró bizottságának jelentése
2012. március 27-én a tényfeltáró bizottság közreadta 1157 oldalas vizsgálatának rövid, háromoldalas megállapításait, jelezve, hogy az egykori pályázó álláspontja szerint a doktori esemény szabályszerűen zajlott le. Ezt követően váratlanul felgyorsultak a plágiumügy körül zajló szakmai és politikai események.
Az öttagú tényfeltáró bizottság tagjai:
- Tóth Miklós, a Semmelweis Egyetem Testnevelési és Sporttudományi Karának dékánja. A szakembert a Schmitt-disszertáció vizsgálata alatt, a vizsgálóbizottság tagjaként, a MOB alelnökévé nevezték ki, s egyben megkapta a diák- és főiskolai-egyetemi sportért felelős szakmai tagozat elnöki posztjára való kinevezést is.[57]
- Gombocz János, a kar Testnevelés-elméleti és Pedagógiai Tanszékéről
- Kovács Etele, a Semmelweis Egyetem Testnevelési és Sporttudományi Kar Atlétika Tanszékéről
- Rácz Károly, a Semmelweis Egyetem Doktori Iskola elnöke
- Fluck Ákos ügyvéd

A bizottság által kiadott jelentés szerint Schmitt Pál Az újkori olimpiai játékok programjának elemzése című dolgozata szokatlanul nagy terjedelmű szövegazonos fordításon alapul, azonban ez a korabeli védési eljárás alatt nem került feltárásra, így a szerző azt hihette, hogy értekezése megfelel az elvárásoknak. A bizottsági jelentés három oldalon keresztül taglalja, hogy Schmitt Pál köztársasági elnök 1992-ben született kisdoktori disszertációja nem felel meg a formai és tartalmi követelményeknek. A jelentés idézi az idevágó, 1985-ben született oktatási törvénybe foglalt szabályokat, majd a végén arra a következtetésre jut, hogy a doktori eljárás „formailag megfelelt az akkor még önállóan működő Testnevelési Egyetem gyakorlatának”. A felelősséget tehát a bizottság az egykori Testnevelési Egyetemre hárította, amely nem derítette fel időben a szövegátvételt, és nem figyelmeztette Schmitt Pált a plágium tilalmára. Fluck Ákos, a bizottság egyik tagja különvéleményt fogalmazott meg, de ennek tartalma a jelentés közreadáskor még nem volt ismert.
A TF saját korabeli doktori szabályzatában ugyanakkor a következő olvasható: „23. § (3) Amennyiben az egyetemi doktorátus odaítélését követően kiderül, hogy az értekezést más készítette, vagy az más személy munkájának (eredményének) illetéktelen felhasználásával készült, az Egyetemi Tanács a doktorátust, s az ezt tanúsító oklevelet visszavonja, az egyetemi doktorátusra utaló névmegjelölés használatát megtiltja, intézkedik a személyi igazolványból való törlésről, s a visszavonás tényét a Művelődési Közlönyben, valamint az OTSH Közlönyben közzéteszi.”
Az egyetem sajtóközleményben tudatta, hogy a tényfeltáró bizottság jelentését állásfoglalásra elküldte a nemzeti fejlesztési miniszternek. Réthelyi Miklós nemzetierőforrás-miniszter azonban az illetékesség hiányára hivatkozva felbontás nélkül visszaküldte jelentést az egyetemnek, mint később kiderült, az Orbán Viktorral folytatott egyeztetés nyomán. A Semmelweis Egyetem ezek után úgy nyilatkozott, hogy csak Réthelyi jogosult visszavonni Schmitt doktoriját.
A jelentés közzétételekor Szöulban, a nukleáris biztonságról tartott csúcstalálkozón tartózkodó Schmitt Pál az MTI Hírcentrum tudósítójának úgy nyilatkozott, hogy nem mond le a köztársasági elnöki posztról, és számára a tényfeltáró bizottság végkövetkeztetése egyfajta elégtétel.

### Különvélemény
2012. március 28-án Fluck Ákos ügyvéd, a vizsgálóbizottság egyetlen nem közalkalmazott tagja közreadta különvéleményét, ahol az összefoglalóban idézte az egyetemi doktorátus megszerzésének azt a kritériumát, mely szerint az egyetemi doktorátus megszerzésének egyik feltétele a tudományos munka módszereinek alkalmazásával készített, önálló kutatáson alapuló, új tudományos eredményt tartalmazó értekezés vagy a társadalom számára hasznos, új, és a gyakorlatban hasznosított alkotás benyújtása, márpedig véleménye szerint az „egykori pályázó” értekezése ennek a kritériumnak nem felel meg.
Fluck leírta, hogy Schmitt dolgozatának 215 oldalából 200 oldal Georgiev és Heinemann tanulmányából került át átfogalmazással vagy szó szerinti átmásolással. A Georgiev tanulmányában megjelenő diagramokból is többet egyszerűen befénymásoltak Schmitt dolgozatába. Fluck Ákos különvéleményéből az is kiderült, hogy a Heinemann-tanulmányból plagizált rész „nyelvezete jól érzékelhetően szabatosabb és kiérleltebb, mint az értekezés bármely más része”, ami arra utalhat, hogy a disszertációt nem is egy, hanem két emberrel fordíttatta Schmitt (egy magyarul szabatosabban fogalmazóval, aki angolból fordította Heinemann dolgozatát, és egy magyarul kevésbé gördülékenyen fogalmazóval, aki franciából fordította Georgievet).
Fluck álláspontja szerint meg kell vizsgálni a cím visszavonásának lehetőségét. Ezzel kapcsolatban idézte a doktori fokozatok megszerzését szabályozó törvényeket, valamint a Testnevelési Egyetem 1992-ben hatályos doktori szabályzatának már idézett 23. paragrafusát, és bemutatta, hogy a szabályzat részletesen nyilatkozik az utólagosan felfedezett plágiumok kezeléséről, és a doktori cím visszavonását az egyetem egyértelmű kötelességévé teszi.
A különvélemény beszámolt arról is, hogy Schmitt a hivatalába kérette és ott tájékoztatta a vizsgálóbizottság elnökét arról, hogy véleménye szerint ő jóhiszeműen járt el, mivel sem a vizsgáztatók, sem a témavezetők nem figyelmeztették, hogy nem szabályszerűen járt volna el a kisdoktori címe megvédésekor. A bizottság jelentésének végkövetkeztetése tehát azonos volt Schmitt Pál ekkori álláspontjával.

### Heinemann nyilatkozata
Március 30-án jelent meg Klaus Heinemann felháborodott tiltakozó levele. A német tudós élesen kritizálta a tényfeltáró bizottságot, és „nevetséges nonszensznek” nevezte a bizottság megállapításait, mert szerinte sérültek a szerzői jogok és a tudományos etika általánosan elfogadott szabályai, amit a bizottság mentegetni próbált:
Hadd illusztráljam a véleményem az alábbi összehasonlítással. Ha egy német egyetem bizottsága, melynek zu Guttenberg volt német honvédelmi miniszter plagizált PhD-disszertációjának következményeiről kellett volna döntenie, ugyanazzal érvelt volna, mint a Schmitt dolgozat tényfeltáró bizottsága, az eredmény az lett volna, hogy különdíjat kapnak kiváló kabarétréfájukért, és máig rajtuk kacag mindenki.

## Az egyetem döntése

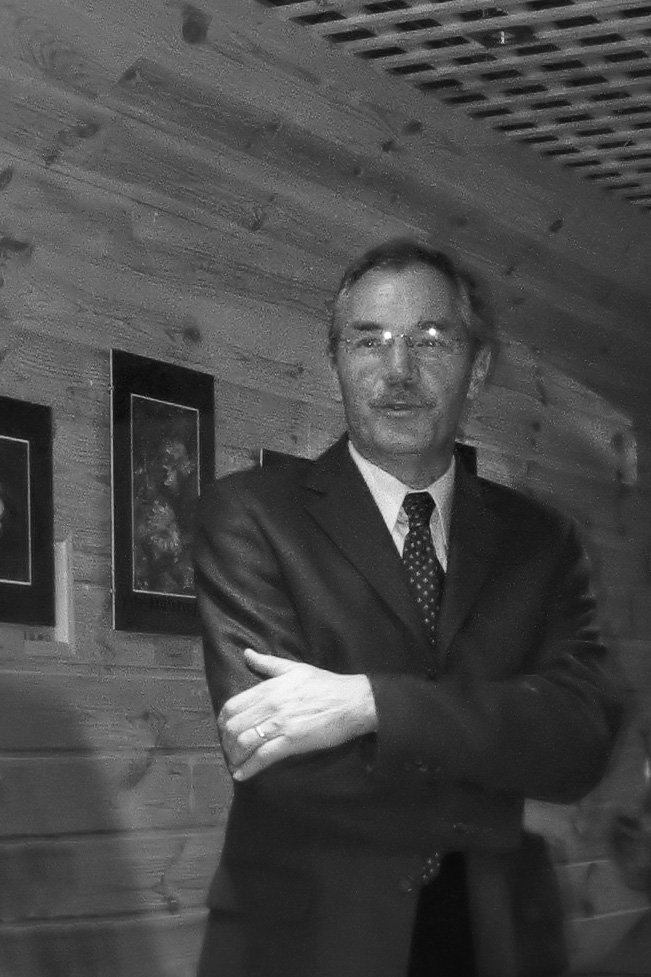
Tulassay Tivadar orvos, gyermekgyógyász, nefrológus egyetemi tanár, a Magyar Tudományos Akadémia rendes tagja, 1995 és 2000 között a Semmelweis Egyetem általános és klinikai rektorhelyettese, 2003–2012 között az egyetem rektora

Március 29-én délelőtt összeült a Semmelweis Egyetem doktori tanácsa, és a tényfeltárói jelentés végkövetkeztetésével („a doktori eljárás formailag megfelelt az akkor még önállóan működő Testnevelési Egyetem gyakorlatának”) szemben elsöprő többséggel azt javasolta, hogy az államfőt fosszák meg doktori címétől. A doktori tanács elnöke, Tulassay Tivadar rektor bejelentette, hogy kezdeményezi Schmitt Pál doktori címének visszavonását, és délutánra összehívja az egyetemi szenátust. A szenátus március 29-én délután 33 : 4 arányban visszavonta a doktori (doctor universitatis) címet, amit a rektor 19 órakor sajtótájékoztatón jelentett be.
Az egyetem döntését az érintett a közigazgatási hatósági eljárás általános szabályai szerint megtámadhatja.
Schmitt Pál az egyetem döntésének napján utazott haza Szöulból, és a Frankfurti repülőtér VIP-várójában értesült a döntésről. Az MTI tudósítója szerette volna megkérdezni a köztársasági elnököt, de ő nem kívánt nyilatkozni, helyette az elnök hivatalvezetője azt mondta, előbb szeretnék megismerni a döntés hivatalos indoklását, és azt követően állnak a nyilvánosság elé.

## Politikai reakciók

### Orbán Viktor miniszterelnök
Még március 29-én délután, a bejelentés előtt Orbán Viktor miniszterelnök arra az újságírói kérdésre, hogy Schmitt Pálnak le kell-e mondania, azt válaszolta: „Nézze, már a negyedik köztársasági elnökkel dolgozom együtt. A magyar alaptörvény szerint a köztársasági elnök személye sérthetetlen, én pedig ehhez tartom magam.” A miniszterelnök ezt az álláspontját a következő napokban többször is megismételte. Egyes vélemények szerint ez azt jelentette, hogy a botrány miatt a Fidesz kihátrált Schmitt mögül, akinek ezután a párt támogatása nélkül, egymagának kell harcolnia az igazáért, ha akar.

### Kormánypárti megosztottság
Szalma Botond, a KDNP budapesti elnöke közleményében még korábban „bocsánatkérésre vagy lemondásuk megfontolására szólította fel azokat a politikusokat, akik az államfő kisdoktorija ügyében az igazság kiderítése helyett abban ügyködtek, hogyan lehetne eltussolni ezt a botrányt.” Rubovszky György, a KDNP pártügyésze azonban bejelentette, hogy a párt elhatárolódik Szalma közleményétől: „A Kereszténydemokrata Néppárt szeretné leszögezni, hogy budapesti elnökének napokban tett megnyilvánulásai nem tükrözik a párt egészének véleményét és nyilatkozatai nyíltan szembemennek a KDNP hivatalos állásfoglalásával.”

### Az Obersovszky-interjú
2012. március 30-án Schmitt Pál nyilatkozott a közszolgálati médiának az ügyben, amit az M1, az M2, a Duna TV, a Duna World és a Kossuth Rádió egyszerre sugárzott felvételről. Az Obersovszky Péter által készített interjúban az államfő kifejtette, hogy jóhiszeműen adta be doktori értekezését, neki senki nem jelezte, hogy bármilyen szabályt megszegett volna, becsületes munkának tartja, és semmilyen anyagi előnyre nem tett szert általa. Szerinte a korabeli szabályok értelmében „a társadalom számára hasznos, új és gyakorlatban hasznosítható alkotás” kitételének eleget tett a dolgozata. Elmondta, hogy személyesen ismerte Nikolaj Georgievet, akinek munkáját nem kívánta sajátjaként felhasználni, a források között szerepeltette is. Szerinte „Georgiev tudása is köztudás volt már”. Kifogásolta, hogy az előzetes és végleges opponensi véleményt, valamint a doktori védés jegyzőkönyvét, amelyek szerinte igazat adtak volna a véleményének, nem vizsgálták meg, és azt is kifogásolta, hogy a Semmelweis Egyetem szenátusa „gyorsított eljárással” vette el a doktori címét, anélkül, hogy őt meghallgatták volna. Bejelentette, hogy egy új, PhD doktori címet kíván szerezni, mintegy bebizonyítva, hogy „van benne kitartás”, továbbá azt, hogy nem indít pert senki ellen, de érvekkel megvédi az igazát.
Schmitt nyilatkozata számos ponton ellentmondott a korábbi tényeknek és megállapításoknak. Például – ahogy azt Fluck Ákos különvéleménye is írta – a vizsgálóbizottság elnökét maga Schmitt hívta magához, hogy elmondhassa a véleményét. Ezen kívül a két opponensi vélemény is nyilvánosságra került. És bár Schmitt azt nyilatkozta, hogy „hallgattam és vártam”, valójában már a január 18-i rádióinterjúban reagált a plágiumvádakra.
Később az interjút készítő Obersovszky Pétert is kritikák érték, mert sokak által érezhetően az elnök iránti rokonszenvének nyílt felvállalásával, az elnököt eleve felmentő hozzáállással tette fel a kérdéseit, többek között azt a lehetőséget sugallva a riportalanyának, hogy indítson pert az egyetem ellen.

### Ellenzéki vélemények
Valamennyi ellenzéki párt megdöbbenésének és tiltakozásának adott hangot, amiért Schmitt Pál nem a lemondását jelentette be a vele készült interjúban. Az ellenzék egyetértett abban, hogy Schmitt méltatlanná vált a köztársasági elnöki tisztségre, ezért le kell mondania.
„Schmitt Pál nem érzékeli a valóságot” – mondta Tóbiás József, az MSZP frakcióigazgatója. Szerinte a Fidesznek egy lehetősége van: „nem kiállni Schmitt Pál mellett, hanem a parlament keretei között elmozdítani a köztársasági elnököt.”
Az LMP még aznap tüntetést szervezett a Sándor-palota elé, ahova sátrakkal vonultak ki a tüntetők, mondván, addig maradnak, amíg Schmitt le nem mond. Vágó Gábor, az LMP képviselője szerint „egyértelmű, hogy Schmitt Pál Orbán Viktor bábja, és amíg a kormányfő támogatását élvezi, a helyén marad.”
A Jobbik kifejtette, hogy a jövőben közvetlen köztársaságielnök-választást szeretne, ahol a választók szavazhatnak az elnöki tisztség betöltőjéről. Szerintük „a Fidesz az MSZP útját járja azzal, hogy a kormánypárt megtartja pozíciójában a köztársasági elnököt, mint ahogy a szocialisták sem váltották le a miniszterelnöküket a botrányai után.”

## További események
2012. április 1-jén sugározta a Kossuth Rádió Vasárnapi újság című műsora a Schmitt Pállal előző nap felvett interjút, amelyben továbbra is kitartott álláspontja mellett, miszerint tisztességesen, a korabeli szabályoknak megfelelően írta meg a dolgozatát, és ezzel az üggyel politikailag próbálják ellehetetleníteni. Kijelentette, hogy méltatlannak érzi a támadást személyével és a köztársasági elnökség intézményével szemben, továbbra sem áll szándékában lemondani, és hogy a vizsgálóbizottság enyhébb következtetései után helyteleníti a Semmelweis Egyetem szigorú döntését, valamint hogy csak a bíróságnak lenne joga a doktori címét elvenni. Megerősítette, hogy képességei bizonyítása végett hetvenévesen egy új – a mai szabályoknak megfelelő – PhD dolgozat írásába kezd és doktori címet fog szerezni, és hogy „nem fog beleroppanni a nyomásba.”
Tulassay Tivadar, a Semmelweis Egyetem rektora ugyanakkor ugyanezen a napon – hivatali idejének kitöltése előtt – bejelentette lemondását a rektori tisztségről, mert – ahogy fogalmazott – „Schmitt Pál köztársasági elnök doktori címének visszavonása után a személyemmel szembeni bizalomvesztés árthat az egyetemnek.” Tulassay szerint „az egyetem olyan döntést hozott, amely minden szempontból megfelel hazánk egyik legnagyobb hírű, nemzetközi szinten is kivételes elismertségnek örvendő intézményével szemben támasztott elvárásoknak, ami azért fontos, mert a Semmelweis Egyetem, de az egész magyar tudományosság mérhető presztízsveszteséget szenvedett az ügy miatt.” Tulassay megbízása hivatalosan még három hónapig tartott volna, helyét dr. Szél Ágoston vette át.
Ugyanazon a napon Tulassay mellett szimpátiatüntetést tartottak az egyetemi hallgatók és szimpatizánsok.
Április 3-án a Semmelweis Egyetem közzétett egy nyilatkozatot, amelyben teljes mértékben egyetértenek és azonosulnak az Egyetem Szenátusának 41/2012 (III.29.) sz. döntésével, amely dr. Schmitt Pál kisdoktori címét visszavonta. A nyilatkozat értelmében „a tanári kar felsorakozik dr. Tulassay Tivadar rektor mögött, aki kiállt a magyar és az egyetemes tudományos értékek mellett, a Semmelweis Egyetem nemzetközi hírnevét és autonómiáját védve.” A pártoló nyilatkozatot száztizenhét professzor írta alá. Ezzel párhuzamosan jelent meg a hír, hogy a nemzeti erőforrás-miniszter, Réthelyi Miklós további maradásra kérte Tulassay Tivadart.
A magyarországi eseményekkel egy időben a NOB is foglalkozni kezdett Schmitt ügyével, miután a Chicago Tribune internetes kiadásában Philip Hersh újságíró „csalónak” nevezte az államfőt, és megkérdezte a szervezetet, kívánnak-e lépéseket tenni. „A Nemzetközi Olimpiai Bizottság ki fogja kérni az ügyhöz kapcsolódó jelentéseket, tanulmányozza őket, és az alapján dönti el, szükség van-e bármilyen lépésre” – nyilatkozta a szervezet szóvivője. Hriszto Meranzov, aki Georgiev szerzőtársa volt annak munkájában, bocsánatkérésre szólította fel Schmitt Pált. Mint elmondta, hozzájutott a köztársasági elnök neve alatt megjelent szöveghez, s azt összevetve az ő szövegükkel, szóról szóra egyező részeket talált. Schmitt nem említette az átvételt a szerzőknek, és nem is próbált konzultálni vagy engedélyt kérni a tanulmány felhasználására.

## Lemondás a köztársasági elnöki posztról
Az események hatására Schmitt Pál az országgyűlés 2012. április 2-i ülésén, napirend előtti felszólalásban bejelentette lemondását az államfői posztról. Schmitt beszédében először elismételte ugyanazt, amit előző heti interjúiban mondott, azaz elhárította magáról a felelősséget, és – Fluck Ákos állításával, valamint az azóta napvilágra került tényekkel ellentétben – újra megismételte azt az állítását, hogy a vizsgálat során őt nem hallgatták meg. Ezúttal is kifejtette, hogy dolgozatát az 1985-ös doktori szabályzat szerint írta, amely szerinte nem említette a plágium tilalmát. Ezért bejelentette azt a szándékát, hogy bíróságra viszi az ügyet. Előzőleg azt nyilatkozta, hogy tiszteletben tartja a bizottság döntését, s még március 30-ai interjújában is más volt az álláspontja az ügyben. Eközben Balázs Ervin, a Magyar Felsőoktatási Akkreditációs Bizottság elnöke április 2-án, azaz Schmitt Pál lemondásának napján, de még azt megelőzően, az MTI-hez eljuttatott közleményében megerősítette, hogy az egyetem jogszerűen járt el, amikor visszavonta Schmitt Pál kisdoktori címét. Lemondását végül azzal indokolta, hogy a személye körül kialakult botrány megosztja az embereket, míg a köztársaság elnökének feladata alapvetően az állampolgárok egységének kifejezése. Az általa elmondottakkal ellentétben a köztársasági elnök hivatala a következő közleményt tette közzé:

„Schmitt Pál 2012. április 2-án köztársasági elnöki mandátumáról az alábbi indokkal mondott le: »Magyarország és a nemzet egysége érdekében köztársasági elnöki megbízatásomról lemondok.« Az ettől eltérő valamennyi információ nem felel meg a valóságnak. A volt köztársasági elnök a Semmelweis Egyetem szenátusa ténybeli, jogi tévedéseket és eljárásjogi szabálysértéseket tartalmazó döntésének ügyében a határozat kézhezvétele után az általa megbízott ügyvédi irodával megteszi a megfelelő jogi lépéseket.”

– A volt köztársasági elnök irodája

Az országgyűlés még aznap délután elfogadta Schmitt Pál lemondását. Helyére a köztársasági elnök jogállását szabályozó törvényeknek megfelelően Kövér László, az országgyűlés addigi elnöke lépett ideiglenes köztársasági elnökként, amíg végül 2012. május 10-én hivatalba nem lépett tényleges utóda, Áder János.

## A plágiumügy idővonala

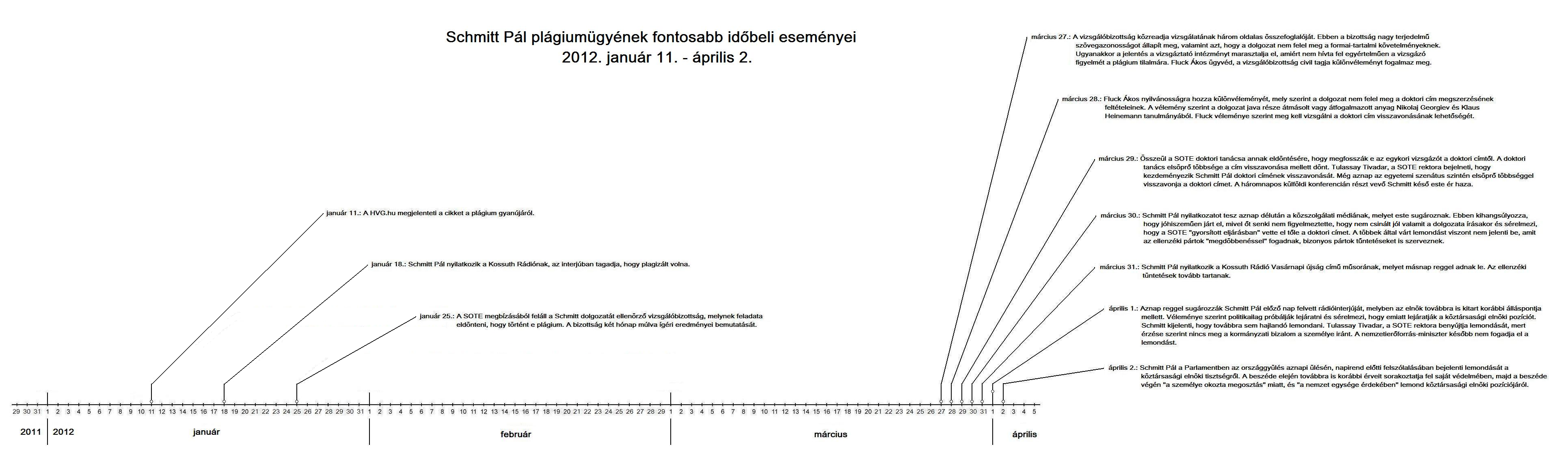
Schmitt Pál plágiumügye kapcsán a 2012. január 11-i kipattanástól egészen Schmitt Pál április 2-án bekövetkező lemondásáig 82 nap telt el, tehát nem egészen három hónap alatt zajlott le a folyamat. Az események legfőképp március 27. keddtől, a vizsgálóbizottság állásfoglalásától április 2. hétfőig, a lemondásig tartó hét nap alatt sűrűsödtek össze, melyek a lemondással értek véget.

## Utólagos események
2012. április 3-án Schmitt Pál közleményben erősítette meg, hogy pert indít a Semmelweis Egyetem ellen a doktori cím elvétele miatt, noha a március 30-i tévéinterjúban még úgy fogalmazott: „A köztársasági elnököt nem lehet perelni, akkor én sem perelek. Ez így fair. Nem perelek, de érvelek.” Igaz viszont, hogy Schmitt ekkorra már nem töltötte be az államfői tisztséget. A közlemény szerint „a volt köztársasági elnök a Semmelweis Egyetem szenátusa ténybeli, jogi tévedéseket és eljárásjogi szabálysértéseket tartalmazó döntésének ügyében a határozat kézhezvétele után az általa megbízott ügyvédi irodával megteszi a megfelelő jogi lépéseket.”
Ugyanezen a napon „Az igazság védelmében” címmel Csókay András PhD idegsebész, a Százak Tanácsának tagja, Schmitt Pál védelmében szólalt fel. Az orvosprofesszor véleménye lényegesen eltért a SOTE véleményétől, álláspontja szerint elfogadhatóak a Schmitt Pál által használt, az idézés pontos helyét és terjedelmét meg nem jelölő idézetek is. Csókay szerint az egyetem szenátusa egyszerűen félreismerte a korabeli tudományos fokozatok követelményeit, és az új tudományos elméletek hiányát kérték számon Schmitt Pálon.
A Schmitt Pállal kapcsolatos plágiumüggyel párhuzamosan a sajtó érdeklődni kezdett számos közéleti személyiség szakdolgozata iránt, azonban ezek vizsgálata jogi nehézségekbe ütközött. (Lásd a Gyurcsány Ferenc szócikkben.)
A Semmelweis Egyetem sajtóosztálya 2012. június 14-én, csütörtökön megerősítette: Schmitt Pál felülbírálati kérelmet nyújtott be a doktori fokozatát március 29-én visszavonó szenátus határozatával szemben, valamint bírósági felülvizsgálatot is kért a Fővárosi Törvényszéken. Az egyetemre a sajtóosztály tájékoztatása szerint április 13-án érkezett a felülbírálati kérelem, az elbírálását megkezdték. A bíróságon azonban mindaddig nem indul el a per, amíg az egyetem nem zárja le a felülvizsgálati eljárást.
A Közigazgatási Minisztérium időközben elkészült jogi állásfoglalása azt tartalmazza, hogy a hatályos törvények szerint doktori cím megvonását a Magyar Akkreditációs Bizottság indítványára kizárólag a nemzetierőforrás-miniszter kezdeményezheti a bíróságnál. Így valószínűleg Réthelyi Miklós nemzetierőforrás-miniszter is törvényt sértett, amikor Orbán Viktor miniszterelnök tanácsára olvasatlanul küldte vissza a tényfeltáró bizottsági jelentést az egyetemnek, és a SOTE is, amikor megvonta a címet.
A 2012. szeptember 15–16-án lezajlott Nemzeti Vágta rendezvényén a sajtó megtalálta Schmitt Pált, aki a feleségével volt jelen. A volt államfő elmondta, hogy nem a plágium miatt mondott le, hanem azért, mert megosztotta az embereket, és hogy elkezdte az iskolát a beígért PhD megszerzésének érdekében. A szabályok szerint szakfolyóiratokban kell ehhez publikálnia, és elmondása szerint ehhez ír cikkeket. Elmondta továbbá, hogy a „körülményekhez képest” jól van, és bizakodva tekint a jövőbe. A SOTE azonban úgy nyilatkozott, hogy „Schmitt Pál nyilvántartásunk szerint nem áll hallgatói jogviszonyban a Semmelweis Egyetemmel, nem jelentkezett a doktori iskola PhD képzésére, sem képzés nélküli fokozatszerzésre”.
2012. november 27-én Schmitt Pál és a SOTE jogászai eredménytelenül egyeztettek azzal a felülbírálati eljárással kapcsolatban, amit Schmitt indított az egyetem ellen az elvett doktori címe miatt. A volt elnök „jogi formai hibákra” hivatkozva szerette volna elérni a döntés megsemmisítését. A SOTE úgy reagált, hogy továbbra is folyik a felülvizsgálati eljárás, annak lezártáig nem tudnak érdemben nyilatkozni. A felülvizsgálati eljárás több mint egyéves elhúzódása miatt a NOB sem hozott azonnal döntést Schmitt ügyében, mert meg kívánta várni az eljárás lezárását.
2013. május 15-én végül lezárult a SOTE felülbírálati eljárása, amely hasonlóan a korábbi döntéshez úgy ítélte meg, hogy Schmitt dolgozata nem felel meg a tartalmi és formai követelményeknek, ezért jogos volt a doktori cím visszavonása. Az indoklás szerint a dolgozat már a beadásakor sem felelt meg az akkori jogszabályoknak. A testület határozata kitért arra is, hogy Schmitt Pál meghallgatásával hozta meg a döntését, aki önként mondott le ezt követően a címéről, valamint etikailag kifogásoltnak és jogszabályba ütközőnek ítélték, hogy az egykori TF hivatalos eljárásra bocsátotta Schmitt értekezését. A határozat szerint további jogorvoslatnak nincs helye. Valójában az egyetem döntése ellen minden esetben polgári per indítható. A Schmitt Pál által korábban a Fővárosi Törvényszékhez benyújtott kérelem eljárása azonban az egyetem végleges határozatának május 15-iki meghozataláig el sem indulhatott, és mivel az érintett ekkor maga mondott le a doktori címről, a per okafogyottá vált.
Egy nappal később, május 16-án megjelent Schmitt Pál nyilatkozata, amelyben a volt elnök nyugtázta, hogy a Jogorvoslati Bizottság döntésében vele szemben nem, hanem a TF-el szemben fogalmazott meg etikai kifogást a doktori fokozat megszerzésének eljárásával kapcsolatban. Schmitt ugyanakkor kitért rá, hogy azért mondott le a doktori címről, mert „a határozat megismerése után, tekintettel annak tartalmára, a tisztesség úgy kívánta, hogy egy akkor hibás egyetemi gyakorlat és eljárás alapján nekem ítélt kisdoktori címem használatáról az alábbi nyilatkozattal lemondjak”. Schmitt úgy zárta a közleményt, hogy „tekintettel arra, hogy a jogerős határozattal az ügy lezárult, őszintén remélem, hogy folytathatom munkámat a magyarság és az Olimpiai Mozgalom szolgálatában”.
Az egyetem felülvizsgálati eljárásának lezárása után, 2013. május 30-án, ígéretéhez híven a NOB is döntést hozott Schmitt ügyében. Ennek értelmében Schmitt figyelmeztetésben részesült a NOB részéről a plágiumügy miatt, de NOB-tagságát megtarthatta. Schmitt, aki NOB-tagságát felfüggesztette a felülvizsgálati eljárás befejezéséig, közleményben tudatta, hogy elégedett az ügyet lezáró döntéssel, amely egyébiránt méltatta az olimpiai mozgalomért tett eredményeit és erőfeszítéseit is, és azzal, hogy visszaszerezve a NOB-tagságát ismét szavazhat az olimpiát érintő kérdésekben.
2014. március 22-én egy rövid interjúban Schmitt kijelentette, hogy lemond a beígért PhD megszerzéséről, mert idejét inkább egy könyv megírásának szenteli, mely a sportok a fenntartható fejlődésre és a környezetvédelemre gyakorolt hatásáról szólna. Ez lett volna a témája Schmitt tervezett doktori munkájának is, de úgy fogalmazott, hogy ez a könyv számára legalább akkora dolog, mint egy PhD. Elmondása szerint angolul fogja a könyvét megjelentetni, és egy éven belül tervezte a kiadását, de a könyv eddig még nem jelent meg.

### Felsőoktatási törvénymódosítás
Pósán László fideszes országgyűlési képviselő 2014 nyarán benyújtott egy törvényjavaslatot, amely bizonyos keretek között a doktori címmel egyenértékűvé tenné az olimpiai dobogós helyek megszerzését. A találgatások szerint ezzel Schmittnek és Mocsai Lajos edzőnek akartak kedvezni, de Pósán állította, hogy senkit sem állt szándékában preferálni, mindössze azt gondolta, hogy egy témában jártas és emiatt kitüntetett, de PhD-vel nem feltétlenül rendelkező személy sikeresebben oktathatna felsőfokú intézményekben. Schmitt esetében ez a sportra vonatkozott volna, de Pósán jelezte, hogy túl sokban kellene alakítani a jogi környezetet ahhoz, hogy a törvénymódosítás elérje a kívánt célt, ezért visszavonta a törvényjavaslatot. (Mocsait később mégis a Testnevelési Egyetem rektorává nevezték ki, miután később jóváhagyták a felsőoktatási törvény módosítását.)

### Különös interjúk
2014. november 28-án meglepő riport jelent meg Schmittel a Sport Plusz című lapban, ahol a volt elnök többek közt azt állította, hogy a SOTE nem is vonta vissza a kisdoktori címét, mert megnyerte a fellebbezési eljárást. Az egyetem a 2013. május 15-én lezárult felülbírálati eljárása során ellenben kimondta, hogy Schmitt dolgozata nem felel meg a tartalmi és formai követelményeknek, ezért jogos volt a doktori cím visszavonása. A testület határozata kitért arra is, hogy Schmitt Pál meghallgatásával hozta meg a döntését, aki önként mondott le ezt követően a címéről.
2015. február 11-én egy másik rövid interjú jelent meg Schmittel, amit a volt elnök a Partium FC 2015. évi sportbáljának fővédnökekénti Nagyváradra látogatása kapcsán adott, itt a plágiumügyéről újfent úgy nyilatkozott: „Semmilyen tanulsága nincsen számomra. Én büszkén, egyenes derékkal, és jó érzéssel mondtam le a mandátumomról, ezt a parlament elfogadta. Aztán részt vettem egy peres ügyben az egyetemmel szemben, amit megnyertem, és ők is deklarálták, hogy semmiféle etikai vétség nem történt. Következtetést nem vonok le belőle. Úgy éreztem annak idején, hogy jót cselekedtem.”